# Münchenöverenskommelsen
Münchenöverenskommelsen är det avtal rörande Tjeckoslovakien, som ingicks den 30 september 1938 mellan Tyskland, Storbritannien, Frankrike och Italien. Avtalet innebar bland annat att Tjeckoslovakien skulle avträda det tyskspråkiga så kallade Sudetlandet till Tyskland. 
Avtalet föregicks av Münchenkonferensen den 29–30 september 1938 med Adolf Hitler som värd. Vid hemkomsten visade Storbritanniens premiärminister Neville Chamberlain upp avtalet. Han menade att avtalet hade "blidkat" Nazityskland och därmed garanterat freden i Europa. Då Tyskland i mars 1939 tågade in med sina soldater i Tjeckoslovakien, och gjorde Tjeckien till Böhmen-Mähren medan Slovakien blev en formellt självständig satellitstat, valde Storbritannien och Frankrike att ge Polen en försvarsgaranti. Den 1 september 1939 utbröt andra världskriget, då Tyskland invaderade Polen och västmakterna svarade två dagar senare med att förklara krig mot Tyskland.

## Bakgrund
Med Edvard Beneš som utrikesminister hade Tjeckoslovakien under 1920-talet byggt sin utrikespolitik dels på kollektiv säkerhet inom ramen för Nationernas förbund, dels på vänskapsavtal med grannländerna. Utrikespolitiken försvårades av att landet var omgivet av länder som kunde ha intresse av gränsförändringar. Landet hade en stor tysktalande befolkning, sudettyskar, som uppgick till drygt tre miljoner människor, främst bosatt i gränsområdena mot Tyskland och Österrike. I Slovakien fanns 750 000 ungrare. Landet hade också en gränstvist om det lilla området Teschen vid den tjeckisk-polska gränsen. År 1924 slöt Tjeckoslovakien ett fördrag med Frankrike om att försvara rådande gränser. År 1935 slöt landet fördrag med Sovjetunionen som lovade att militärt stödja Tjeckoslovakien om landet blev angripet – under förutsättning att även Frankrike gjorde det.
Många bland den tysktalande befolkningen kände misstro mot Tjeckoslovakien. Efter första världskriget hade de försökt att ansluta gränsområdena till Österrike men detta försök hade stoppats av tjeckoslovakisk militär. Med tiden kom den tysktalande minoriteten att bilda egna politiska partier som var invalda i parlamentet och som hade ministrar i den tjeckoslovakiska regeringen.

## Sudettyskarnas krav

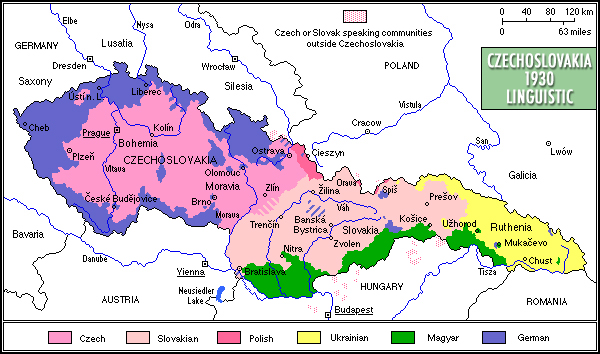
Karta från 1930. Med lila anges de områden där tysktalande var största folkgrupp. Teckning av Mariusz Pazdziora.

Efter att Adolf Hitler blivit rikskansler i Tyskland 1933 förändrades dock läget. Tyskland uppmuntrade irredentism bland tyskarna i Tjeckoslovakien och redan från hösten 1934 fick Sudetendeutsche Heimatfront med dess ledare Konrad Henlein ekonomiskt stöd. Henlein kunde utnyttja det missnöje som fanns bland annat med den jordreform som gjordes på 1920-talet och att sudettyskarna kände sig diskriminerade. Fronten blev ett politiskt parti, Sudetendeutsche Partei, och i parlamentsvalet på våren 1935 fick det 60 procent av den tysktalande befolkningens röster.
Henlein förespråkade autonomi för tyskarna men hade av Hitler i uppdrag att hela tiden höja kraven så att den tjeckoslovakiska regeringen inte skulle kunna uppfylla dessa. Den 29 april 1938 framträdde Henlein i Karlsbad där han bland annat krävde självstyre med en helt tyskspråkig administration. De brittiska och franska regeringarna följde situationen och krävde att den tjeckoslovakiska regeringen skulle ge efter för kraven. Den 20 maj kom uppgifter att tyska trupper hade samlats vid gränsen och som svar mobiliserades delvis den tjeckoslovakiska armén. Oroade över situationen skickade den brittiska regeringen en förlikningsman, Lord Runciman, som främst tog del av sudettyskarnas klagomål.

## Diplomati

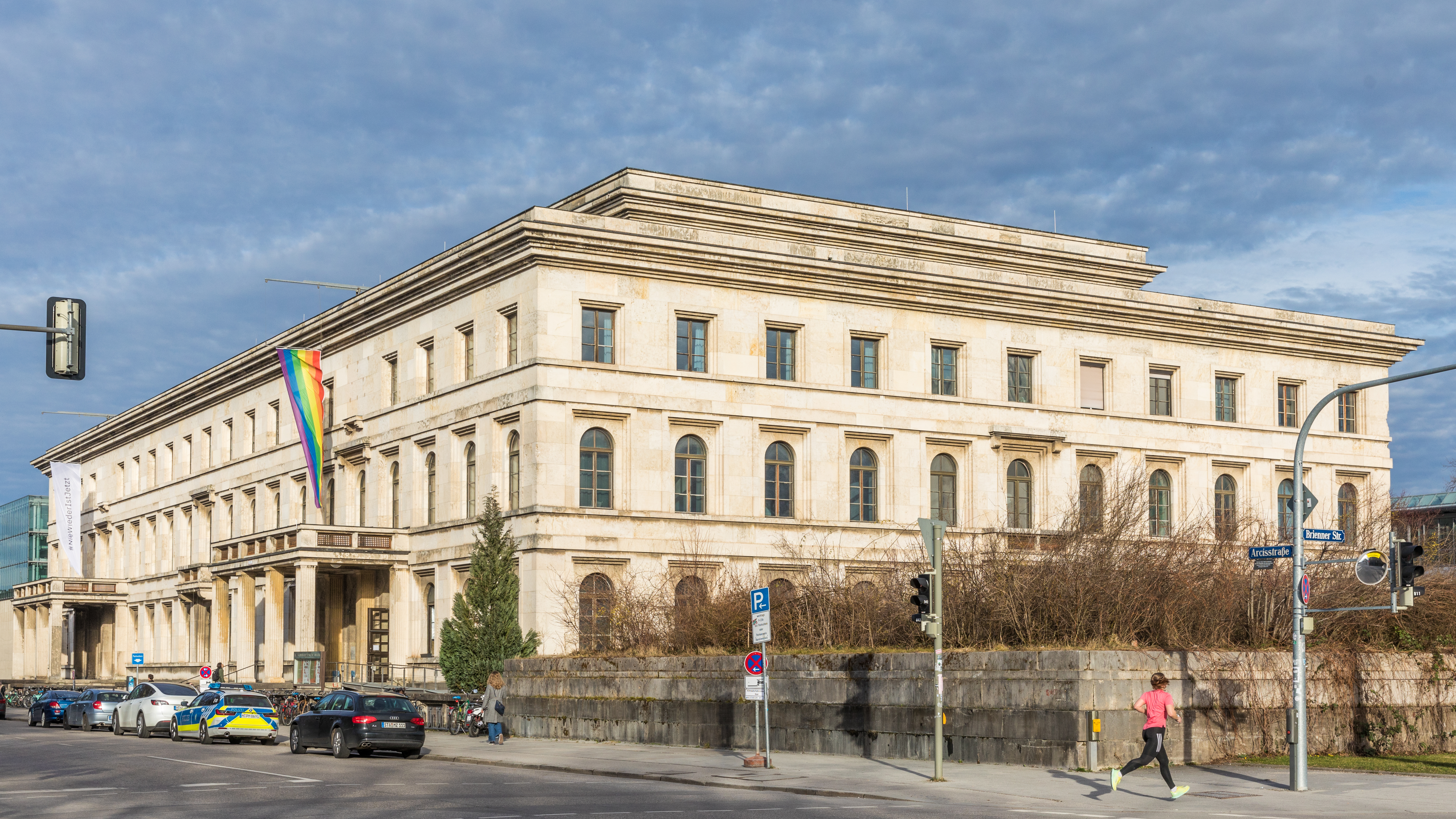
Führerbau i München där avtalet undertecknades. Byggnaden hyser idag Hochschule für Musik und Theater München. Foto: OlivierCotton.

Den 2 september 1938 presenterade Beneš, nu landets president, en plan som innebar att Henleins krav i Karlsbad skulle uppfyllas. Detta kom oväntat men Henleins parti startade demonstrationer och oroligheter för att på så vis göra vidare förhandlingar omöjliga. Den 13 september föreslog den brittiske premiärministern Neville Chamberlain ett möte med Hitler för att diskutera situationen i Tjeckoslovakien. Mötet ägde rum i Berchtesgaden och där krävde Hitler att tysktalande områden i Böhmen och Mähren skulle förenas med Tyskland. Chamberlain diskuterade detta med Frankrikes premiärminister Édouard Daladier och tillsammans uttalade de att områden där minst hälften av befolkningen var tyskspråkig skulle överlämnas till Tyskland. Den tjeckoslovakiska regeringen vägrade gå med på detta men Frankrike förklarade då att man inte skulle hålla sitt löfte om att militärt stödja Tjeckoslovakien om landet invaderades av Tyskland. Under de villkoren accepterade Tjeckoslovakiens regering den 21 september att överlämna områdena.
Chamberlain mötte Hitler i Bad Godesberg den 22 september men där höjde Hitler sina krav på Tjeckoslovakien: de tyska områdena skulle överlämnas senast den 28 september och Tjeckoslovakien skulle också överlämna de områden som Ungern och Polen gjorde anspråk på. Den tjeckoslovakiska regeringen svarade att man inte tänkte gå med på dessa villkor.
I München träffades den 29–30 september den tyske rikskanslern Hitler, den brittiske premiärministern Chamberlain, den brittiske utrikesministern Halifax, den franske premiärministern Daladier, den franske utrikesministern Georges Bonnet samt den italienske premiärministern Benito Mussolini. Vid mötet kom deltagarna överens om att Tyskland skulle ockupera de omtvistade områdena successivt mellan den 1 och 10 oktober 1938. Området innehöll Tjeckoslovakiens viktigaste försvarsanläggningar mot väst, stora delar av Tjeckoslovakiens tunga industri men också en stor minoritet av tjecker.
Chamberlain återvände sedan till Storbritannien och när hans plan landade på Heston Aerodrome förklarade han för den församlade pressen: "Mina vänner, för den andra gången i vår historien återvänder en brittisk premiärminister från Tyskland och har med sig en fred med ära. Jag tror detta innebär fred för vår tid."

## Ockupation

Karta över Tjeckoslovakien efter 1939

Münchenöverenskommelsen innebar att Tjeckoslovakien blev oförmöget att militärt försvara sig. Mellan den 1 och 10 oktober besattes de omtvistade områdena av Tyskland. Den tjeckoslovakiske presidenten Edvard Beneš avgick den 5 oktober och gick i exil. Den 30 september krävde Polens utrikesminister Josef Beck att Teschen skulle överlämnas. Området ockuperades av polska trupper den 10 oktober och under november 1938 ockuperade polackerna ytterligare områden i Slovakien och Tjeckiska Schlesien.
Den 14 mars 1939 förklarade Slovakien sig självständigt och på natten mellan den 14 och 15 mars anfölls återstoden av Tjeckoslovakien av tyska trupper som ockuperade landet fram till 1945.